# Spink County
Spink County ist ein County im Bundesstaat South Dakota der Vereinigten Staaten. Das U.S. Census Bureau hat bei der Volkszählung 2020 eine Einwohnerzahl von 6361 ermittelt.

## Geographie
Das County hatte nach dem United States Census Bureau eine Fläche von 3911 Quadratkilometern; davon sind 16 Quadratkilometer (0,41 Prozent) Wasserflächen. Das County grenzt im Uhrzeigersinn an folgende Countys: Brown County (Norden), Day County (Nordosten), Clark County (Osten), Beadle County (Süd), Hand County (Südwest) und Faulk County (Westen).

## Geschichte
Das County wurde am 8. Januar 1873 gegründet und die Verwaltungsorganisation am 1. August 1879 abgeschlossen. Es wurde nach dem Politiker Solomon L. Spink benannt, der Delegierter für das Dakota-Territorium im Repräsentantenhaus der Vereinigten Staaten war.
25 Bauwerke und Stätten des Countys sind im National Register of Historic Places (NRHP) eingetragen (Stand 9. August 2018).

## Städte und Gemeinden
Städte (cities)
- Ashton
- Conde
- Doland
- Frankfort
- Mellette
- Redfield

Gemeinden (towns)
- Brentford
- Northville
- Tulare
- Turton